# Big Bisou
Cet article possède un paronyme, voir Bisou.
Singles de Carlos
Bamba Carlos
(1976) Cha Cha Chaud
(1977)
Big Bisou est une chanson humoristique française de Carlos, écrite par Claude Lemesle et Jacques Plait, et composée par Joe Dassin et Bernard Estardy, sortie en 1977.
Elle traite sur un ton léger de l'évolution des mœurs et de la libération sexuelle en opposant les techniques de séduction de nos grands-parents qui « mettaient parfois jusqu'à cent ans pour s'embrasser » à la liberté actuelle qui permet d'aller beaucoup plus vite, surtout en appliquant la méthode du « big bisou ».
Le single remporte un succès commercial avec plus de 600 000 exemplaires vendus.

## Crédits
- Direction d'orchestre : Johnny Arthey
- Prise de son, rythmes et synthétiseurs : Bernard Estardy
- Trompette solo : Pierre Dutour
- Direction artistique : Jacques Plait.

## Classements
| Classement (1977)                      | Meilleure place |
| -------------------------------------- | --------------- |
| France (IFOP)                          | 1               |
| Belgique (Flandre Ultratop 50 Singles) | 3               |
| Pays-Bas (Single Top 100)              | 9               |
| Pays-Bas (Nederlandse Top 40)          | 9               |